# Ross Macdonald
Ross Macdonald, pseudonym för Kenneth Millar, född 13 december 1915 i Los Gatos, Kalifornien, död 11 juli 1983 i Santa Barbara, Kalifornien, var en amerikansk-kanadensisk deckarförfattare i den hårdkokta skolan. MacDonald skrev också under sitt riktiga namn, samt under pseudonymerna John Macdonald och John Ross Macdonald.

## Biografi
Millar växte upp i Kanada där han gick på college. Där träffade han och gifte sig med Margaret Sturm 1938. Han började skriva noveller för så kallade pulp magazines. 
Sin fjärde roman publicerade han under namnet John Macdonald för att undvika förväxling med hustrun, som då börjat göra sig eget namn inom deckargenren som Margaret Millar.  För ett kort tag använde han sig av namnet John Ross Macdonald (för att undvika förväxling med deckarförfattaren John D. MacDonald) innan han 1956 för gott bestämde sig för Ross Macdonald.
Macdonald introducerade sin privatdetektiv Lew Archer i Rörligt mål (1949). Archer är en tuff, men medmänsklig privatdeckare som är intresserad av människors innersta hemligheter. Något som kommer väl till pass eftersom de inblandade i Macdonalds böcker alltid har ett förflutet som kommer upp till ytan, förr eller senare. Den första Archer-boken blev långt senare filmatiserad under namnet Harper - En kille på hugget (1966) (någon i Hollywood tyckte det var en bra idé att döpa om huvudpersonen!) med Paul Newman i titelrollen. 1975 upprepade Newman rollen som Harper i filmen Ett fall för Harper (The Drowning Pool).  
Tidigt under 1950-talet återvände Macdonald till Kalifornien och bosatte sig i Santa Barbara, området där de flesta av hans böcker utspelar sig. Men i böckerna kallade Macdonald staden för det fiktiva Santa Teresa istället, något som den av Macdonald inspirerade deckarförfattaren Sue Grafton långt senare också återanvände som namnet på staden i sina böcker om privatdeckaren Kinsey Millhone. 
Namnet Lew Archer kommer från efternamnet på Dashiell Hammetts deckare Sam Spades kollega Miles Archer och från författaren Lew Wallace, som skrev boken Ben-Hur.
Författaren William Golding har beskrivit Macdonalds böcker så här: "den främsta serien detektivromaner som någonsin skrivits av en amerikansk författare".

## Priser och utmärkelser
- The Gold Dagger 1965 för The Far Side of the Dollar
- Grand Master-diplom 1976